# Egernia kintorei
Egernia kintorei é uma espécie de réptil escamado da família Scincidae.
Apenas pode ser encontrada no seguinte país: Austrália.